# Ивонино (Бердниковское сельское поселение)
Иво́нино   — деревня  в  Смоленской области России,  в Глинковском районе. Население – 63 жителя (2007 год)  .  Расположена в центральной части области  в 6 км к юго-востоку от села Глинка,  в 6 км севернее  автодороги Р96 Новоалександровский(А101) Спас-Деменск — Ельня — Починок, на берегах реки Устром.   В  1 км севернее деревни железнодорожная станция 524-й км на линии Смоленск — Сухиничи. Входит в состав Бердниковского сельского поселения.

## История
В начале XVIII в. здесь располагалась усадьба Пассеков. В 1704 г. владельцы учредили в Ивонине домовую церковь, приписную к церкви села Нежоды. В конце 1770-х гг. Федор Богданович Пассек (ум. в 1796 г.) построил деревянную одноэтажную церковь с престолом во имя Св. Андрея Первозванного. С 1801 г. ивонинский храм обрел статус самостоятельной приходской церкви. Федор Богданович Пассек приходился родным братом генерал-аншефу Петру Богдановичу Пассеку — известному участнику дворцового переворота, в результате которого Екатерина II взошла на престол.
В конце XVIII в. владелицей Ивонина стала дочь Пассека Елизавета Федоровна (?-1839), после 1794 г. вышедшая замуж за Григория Михайловича Энгельгардта (1758 — до 1812). Их дочь Мария Григорьевна (около 1800 — ?), в свою очередь, вышла замуж за генерал-майора Федора Евстафьевича фон дер Рааб-Тилена (1780 — после 1831). Их сын Владимир Федорович фон дер Рааб-Тилен (1831 - после 1917) и стал владельцем ивонинского имения в пореформенное время и владел усадьбой вплоть до 1917 г.
В годы Великой Отечественной войны деревня была оккупирована гитлеровскими войсками в июле 1941 года, освобождена в ходе Ельнинско-Дорогобужской операции в 1943 году.

## Экономика
Школа.